# Дякую за обмін
«Дякую за обмін» (англ. Thanks for Sharing) — художній фільм США 2012 року, з Марком Руффало, Тімом Роббінсом і Гвінет Пелтроу в головних ролях.

## Сюжет
Три сексоголіки вирішили боротися зі шкідливою залежністю. Вони є членами в анонімного товариства, яке діє за програмою «12 кроків» і відвідують групи. Ця справа, як виявляється, непроста, але чого не зробиш заради того, щоби відмовитись від сексуальної залежності і налагодити конструктивні стосунки з навколишніми, напевно, перший раз в житті…

## У ролях
| Актор            | Роль    |
| ---------------- | ------- |
| Марк Руффало     | Адам    |
| Тім Роббінс      | Майк    |
| Гвінет Пелтроу   | Фібі    |
| Джош Ґад         | Ніл     |
| Джоелі Річардсон | Кеті    |
| Аліша Бет Мур    | Діді    |
| Керол Кейн       | Роберта |
| Емілі Мід        | Бекі    |